# Élections municipales de 2021 dans Rimouski-Neigette
Pour un article plus général, voir Élections municipales de 2021 dans le Bas-Saint-Laurent.
Cet article concerne les élections municipales de 2021 dans le Bas-Saint-Laurent dans la municipalité régionale de comté de Rimouski-Neigette.

## Esprit-Saint
|             | Élection (2017)                                                                                   | Dissolution (2021)                                                                                       | Élection (2021)                                                           |
| Maire       | Réjean Morissette                                                                                 | Dorys Taylor                                                                                             | Langis Proulx                                                             |
| Conseillers | Gilles Lévesque Sylvie Denoncourt Daniel Proulx Gilles Brabant Francesca Lavoie Christian St-Jean | Marjorie Blanchette Sylvie Denoncourt Valérie Mailloux Gilles Brabant Francesca Lavoie Christian St-Jean | Aucune candidature Martin Mailloux Allan Baker Gaston Soucy Maryse Lepage |

| Candidats pour la mairie | Vote            | %               |
| ------------------------ | --------------- | --------------- |
| Langis Proulx            | Sans opposition | Sans opposition |

| Candidats conseiller #1 | Vote | % |
| ----------------------- | ---- | - |
| Aucune candidature      |      |   |

| Candidats conseiller #2 | Vote | % |
| ----------------------- | ---- | - |
| Aucune candidature      |      |   |

| Candidats conseiller #3 | Vote            | %               |
| ----------------------- | --------------- | --------------- |
| Martin Mailloux         | Sans opposition | Sans opposition |

| Candidats conseiller #4 | Vote            | %               |
| ----------------------- | --------------- | --------------- |
| Allan Baker             | Sans opposition | Sans opposition |

| Candidats conseiller #5 | Vote            | %               |
| ----------------------- | --------------- | --------------- |
| Gaston Soucy            | Sans opposition | Sans opposition |

| Candidats conseiller #6 | Vote            | %               |
| ----------------------- | --------------- | --------------- |
| Maryse Lepage           | Sans opposition | Sans opposition |

- Départ de Martin Mailloux, conseiller #3, et d'Allan Baker, conseiller #4, avant le 23 avril 2023[1].

- Élection sans opposition de Michel Goudreault au poste de conseiller #2 le 23 avril 2023[1].

| Candidats conseiller #2 | Vote            | %               |
| ----------------------- | --------------- | --------------- |
| Michel Goudreault       | Sans opposition | Sans opposition |

- Élection sans opposition de Ginette Bilodeau au poste de conseiller #3 le 23 juillet 2023[2].

| Candidats conseiller #3 | Vote            | %               |
| ----------------------- | --------------- | --------------- |
| Ginette Bilodeau        | Sans opposition | Sans opposition |

## La Trinité-des-Monts
|             | Élection (2017)                                                                               | Dissolution (2021)                        | Élection (2021)                                                                              |
| Maire       | Yves Detroz                                                                                   | Vacant                                    | Chantal Gagnon                                                                               |
| Conseillers | Langis Proulx Benoit Laroche Ladrie Julie Lacroix-Danis Denyse Leduc Dave Côté Nicole Desprès | Vacant Denyse Leduc Vacant Nicole Desprès | Nancy Litalien Marie-France Gagnon Gratien Langlais Maryse Pilon Christian Baril Lise Bérubé |

| Taux de participation :                | Taux de participation :                | Taux de participation :                | Taux de participation :                | Taux de participation :                | 61,1 % |
| Nombre de votes valides :              | Nombre de votes valides :              | Nombre de votes valides :              | Nombre de votes valides :              | Nombre de votes valides :              | 145    |
| Nombre de votes rejetées à la mairie : | Nombre de votes rejetées à la mairie : | Nombre de votes rejetées à la mairie : | Nombre de votes rejetées à la mairie : | Nombre de votes rejetées à la mairie : | 1      |
| Nombre d'électeurs inscrits :          | Nombre d'électeurs inscrits :          | Nombre d'électeurs inscrits :          | Nombre d'électeurs inscrits :          | Nombre d'électeurs inscrits :          | 239    |

| Candidats pour la mairie                | Vote | %     |
| --------------------------------------- | ---- | ----- |
| Chantal Gagnon                          | 128  | 88,28 |
| Denys Leduc (Sortante d'un autre poste) | 17   | 11,72 |

| Candidats conseiller #1 | Vote            | %               |
| ----------------------- | --------------- | --------------- |
| Nancy Litalien          | Sans opposition | Sans opposition |

| Candidats conseiller #2 | Vote            | %               |
| ----------------------- | --------------- | --------------- |
| Marie-France Gagnon     | Sans opposition | Sans opposition |

| Candidats conseiller #3 | Vote            | %               |
| ----------------------- | --------------- | --------------- |
| Gratien Langlais        | Sans opposition | Sans opposition |

| Candidats conseiller #4 | Vote            | %               |
| ----------------------- | --------------- | --------------- |
| Maryse Pilon            | Sans opposition | Sans opposition |

| Candidats conseiller #5 | Vote            | %               |
| ----------------------- | --------------- | --------------- |
| Christian Baril         | Sans opposition | Sans opposition |

| Candidats conseiller #6 | Vote            | %               |
| ----------------------- | --------------- | --------------- |
| Lise Bérubé             | Sans opposition | Sans opposition |

- Départ de Gratien Langlais, conseiller #3, en cours de mandat.

- Démission de Nancy Litalien, conseillère #1, le 15 mai 2022[3].

- Destitution de Maryse Pilon, conseillère #4, en raison de son non éligibilité à siéger en raison de son lieu de résidence hors de la municipalité[3].

- Entrée de Steve Boucher à titre de conseiller #3 en cours de mandat.

| Candidats conseiller #3 | Vote | %   |
| ----------------------- | ---- | --- |
| Steve Boucher           | n/d  | n/d |

## Rimouski
|             | Élection (2017) | Dissolution (2021) | Élection (2021) |
| Maire       | Marc Parent | Marc Parent | Guy Caron |
| Conseillers | Sébastien Bolduc Rodrigue Joncas Jennifer Murray Cécilia Michaud Jacques Lévesque Grégory Thorez Jocelyn Pelletier Karol Francis Simon St-Pierre Dave Dumas Virginie Proulx | Sébastien Bolduc Rodrigue Joncas Jennifer Murray Cécilia Michaud Jacques Lévesque Grégory Thorez Jocelyn Pelletier Karol Francis Simon St-Pierre Dave Dumas Virginie Proulx | Sébastien Bolduc Rodrigue Joncas Philippe Cousineau Morin Cécilia Michaud Julie Carré Grégory Thorez Jocelyn Pelletier Réjean Savard Mélanie Bernier Dave Dumas Mélanie Beaulieu |

| Taux de participation :                | Taux de participation :                | Taux de participation :                | Taux de participation :                | Taux de participation :                | 44,0 % |
| Nombre de votes valides :              | Nombre de votes valides :              | Nombre de votes valides :              | Nombre de votes valides :              | Nombre de votes valides :              | 17 316 |
| Nombre de votes rejetées à la mairie : | Nombre de votes rejetées à la mairie : | Nombre de votes rejetées à la mairie : | Nombre de votes rejetées à la mairie : | Nombre de votes rejetées à la mairie : | 81     |
| Nombre d'électeurs inscrits :          | Nombre d'électeurs inscrits :          | Nombre d'électeurs inscrits :          | Nombre d'électeurs inscrits :          | Nombre d'électeurs inscrits :          | 39 571 |

| Candidats pour la mairie                   | Vote   | %     |
| ------------------------------------------ | ------ | ----- |
| Guy Caron                                  | 13 976 | 80,71 |
| Virginie Proulx (Sortant d'un autre poste) | 3 340  | 19,29 |

| Candidats district Sacré-Cœur (1) | Vote  | %     |
| --------------------------------- | ----- | ----- |
| Sébastien Bolduc (Sortant)        | 1 286 | 65,48 |
| Éric Morneau                      | 486   | 24,90 |
| Louis Deschênes                   | 189   | 9,62  |

| Candidats district Nazareht (2) | Vote | %     |
| ------------------------------- | ---- | ----- |
| Rodrigue Joncas (Sortant)       | 922  | 63,15 |
| Nelly Marmen                    | 538  | 36,85 |

| Candidats district Saint-Germain (3) | Vote | %     |
| ------------------------------------ | ---- | ----- |
| Philippe Cousineau Morin             | 709  | 52,95 |
| Colette Schoonbroodt                 | 328  | 24,50 |
| Raynald Caissy                       | 214  | 15,98 |
| Roselle Saint-Laurent                | 88   | 6,57  |

| Candidats district Rimouski-Est (4) | Vote | %     |
| ----------------------------------- | ---- | ----- |
| Cécilia Michaud (Sortante)          | 686  | 44,64 |
| Raphael Germain-Paquette            | 525  | 34,02 |
| Andy Guay                           | 243  | 15,75 |
| Hugues Langlois                     | 89   | 5,77  |

| Candidats district Pointe-au-Père (5) | Vote | %     |
| ------------------------------------- | ---- | ----- |
| Julie Carré                           | 598  | 38,41 |
| Sylvie Brisson                        | 512  | 32,88 |
| Jacques Lévesque (Sortant)            | 447  | 28,71 |

| Candidats district Sainte-Odile (6) | Vote | %     |
| ----------------------------------- | ---- | ----- |
| Grégory Thorez (Sortant)            | 879  | 50,60 |
| Guillaume Cavanagh                  | 858  | 49,40 |

| Candidats district Saint-Robert (7) | Vote | %     |
| ----------------------------------- | ---- | ----- |
| Jocelyn Pelletier (Sortant)         | 787  | 53,14 |
| Raphaël Arsenault                   | 482  | 32,55 |
| Chantale Marin                      | 212  | 14,31 |

| Candidats district Terrasse-Arthur-Buies (8) | Vote            | %               |
| -------------------------------------------- | --------------- | --------------- |
| Réjean Savard                                | Sans opposition | Sans opposition |

| Candidats district Saint-Pie-X (9) | Vote  | %     |
| ---------------------------------- | ----- | ----- |
| Mélanie Bernier                    | 1 033 | 52,54 |
| Simon St-Pierre (Sortant)          | 933   | 47,46 |

| Candidats district Sainte-Blandine et Mont-Lebel (10) | Vote            | %               |
| ----------------------------------------------------- | --------------- | --------------- |
| Dave Dumas (Sortant)                                  | Sans opposition | Sans opposition |

| Candidats district Le Bic (11) | Vote | %     |
| ------------------------------ | ---- | ----- |
| Mélanie Beaulieu               | 778  | 59,48 |
| Julie Gauthier                 | 530  | 40,52 |

## Saint-Anaclet-de-Lessard
|             | Élection (2017)                                                                               | Dissolution (2021)                                                                              | Élection (2021)                                                                                          |
| Maire       | Francis St-Pierre                                                                             | Francis St-Pierre                                                                               | Francis St-Pierre                                                                                        |
| Conseillers | Yve Rouleau Jean-Denis Bernier Simon Dubé Jean-François Chabot David Leblanc Francis Rodrigue | Yve Rouleau Jean-Denis Bernier Simon Dubé Vanessa Lepage-Leclerc David Leblanc Francis Rodrigue | Anick Blouin Jean-Denis Bernier Simon Dubé Vanessa Lepage-Leclerc Mélanie Desrosiers Stéphanie Arsenault |

| Candidats pour la mairie    | Vote            | %               |
| --------------------------- | --------------- | --------------- |
| Francis St-Pierre (Sortant) | Sans opposition | Sans opposition |

| Candidats conseiller #1 | Vote            | %               |
| ----------------------- | --------------- | --------------- |
| Anick Blouin            | Sans opposition | Sans opposition |

| Candidats conseiller #2      | Vote            | %               |
| ---------------------------- | --------------- | --------------- |
| Jean-Denis Bernier (Sortant) | Sans opposition | Sans opposition |

| Candidats conseiller #3 | Vote            | %               |
| ----------------------- | --------------- | --------------- |
| Simon Dubé (Sortant)    | Sans opposition | Sans opposition |

| Candidats conseiller #4           | Vote            | %               |
| --------------------------------- | --------------- | --------------- |
| Vanessa Lepage-Leclerc (Sortante) | Sans opposition | Sans opposition |

| Candidats conseiller #5 | Vote            | %               |
| ----------------------- | --------------- | --------------- |
| Mélanie Desrosiers      | Sans opposition | Sans opposition |

| Candidats conseiller #6 | Vote            | %               |
| ----------------------- | --------------- | --------------- |
| Stéphanie Arsenault     | Sans opposition | Sans opposition |

## Saint-Eugène-de-Ladrière
|             | Élection (2017)                                                                              | Dissolution (2021)                                                                                 | Élection (2021)                                                                                        |
| Maire       | Gilbert Pigeon                                                                               | Gilbert Pigeon                                                                                     | Claude Viel                                                                                            |
| Conseillers | Renaud Fortin Brigitte Chapados Lorraine Michaud Fernand Caron Julie D'Astous Deave D'Astous | Renaud Fortin Vanessa Gagnon Desjardins Lorraine Michaud Claude Viel Julie D'Astous Deave D'Astous | Stéphanie Rioux Marie-Line D'Astous Lorraine Michaud Pascal D'Astous Germain Thérriault Deave D'Astous |

| Candidats pour la mairie               | Vote            | %               |
| -------------------------------------- | --------------- | --------------- |
| Claude Viel (Sortant d'un autre poste) | Sans opposition | Sans opposition |

| Candidats conseiller #1 | Vote            | %               |
| ----------------------- | --------------- | --------------- |
| Stéphanie Rioux         | Sans opposition | Sans opposition |

| Candidats conseiller #2 | Vote            | %               |
| ----------------------- | --------------- | --------------- |
| Marie-Line D'Astous     | Sans opposition | Sans opposition |

| Candidats conseiller #3     | Vote            | %               |
| --------------------------- | --------------- | --------------- |
| Lorraine Michaud (Sortante) | Sans opposition | Sans opposition |

| Candidats conseiller #4 | Vote            | %               |
| ----------------------- | --------------- | --------------- |
| Pascal D'Astous         | Sans opposition | Sans opposition |

| Candidats conseiller #5 | Vote            | %               |
| ----------------------- | --------------- | --------------- |
| Germain Therriault      | Sans opposition | Sans opposition |

| Candidats conseiller #6  | Vote            | %               |
| ------------------------ | --------------- | --------------- |
| Deave D'Astous (Sortant) | Sans opposition | Sans opposition |

## Saint-Fabien
|             | Élection (2017)                                                                                   | Dissolution (2021)                                                                             | Élection (2021)                                                                                    |
| Maire       | Jacques Carrier                                                                                   | Jacques Carrier                                                                                | Mario Beauchesne                                                                                   |
| Conseillers | Pierre Bergeron Yannick Dumais Marc Beauchesne Stéphan Simoneau Pierre Bellavance Normand Chénard | Mélissa Perreault Yannick Dumais Gaétan Dubé Stéphan Simoneau Pierre Bellavance Marie-Ève Jean | Mélissa Perreault Daniel Caissy Sarah Larochelle Stéphan Simoneau Pierre Bellavance Marie-Ève Jean |

| Taux de participation :                | Taux de participation :                | Taux de participation :                | Taux de participation :                | Taux de participation :                | 59,3 % |
| Nombre de votes valides :              | Nombre de votes valides :              | Nombre de votes valides :              | Nombre de votes valides :              | Nombre de votes valides :              | 918    |
| Nombre de votes rejetées à la mairie : | Nombre de votes rejetées à la mairie : | Nombre de votes rejetées à la mairie : | Nombre de votes rejetées à la mairie : | Nombre de votes rejetées à la mairie : | 6      |
| Nombre d'électeurs inscrits :          | Nombre d'électeurs inscrits :          | Nombre d'électeurs inscrits :          | Nombre d'électeurs inscrits :          | Nombre d'électeurs inscrits :          | 1 558  |

| Candidats pour la mairie                  | Vote | %     |
| ----------------------------------------- | ---- | ----- |
| Mario Beauchesne                          | 487  | 53,05 |
| Yannick Dumais (Sortant d'un autre poste) | 412  | 44,88 |
| Roger D'Astous                            | 19   | 2,07  |

| Candidats district #1        | Vote            | %               |
| ---------------------------- | --------------- | --------------- |
| Mélissa Perreault (Sortante) | Sans opposition | Sans opposition |

| Candidats district #2 | Vote | %     |
| --------------------- | ---- | ----- |
| Daniel Caissy         | 116  | 67,44 |
| Guillaume Rioux       | 56   | 32,56 |

| Candidats district #3 | Vote | %     |
| --------------------- | ---- | ----- |
| Sarah Larochelle      | 131  | 73,18 |
| Gaétan Dubé (Sortant) | 48   | 26,82 |

| Candidats district #4      | Vote            | %               |
| -------------------------- | --------------- | --------------- |
| Stephan Simoneau (Sortant) | Sans opposition | Sans opposition |

| Candidats district #5       | Vote            | %               |
| --------------------------- | --------------- | --------------- |
| Pierre Bellavance (Sortant) | Sans opposition | Sans opposition |

| Candidats district #6     | Vote            | %               |
| ------------------------- | --------------- | --------------- |
| Marie-Ève Jean (Sortante) | Sans opposition | Sans opposition |

- Démission de Marie-Ève Jean, conseillère #6, rendue publique lors de la séance du 6 novembre 2023[4].

- Départ de Sarah Larochelle, conseillère #3, en cours de mandat.

- Élection partielle au poste de conseiller #3 et de conseiller #6 le 25 février 2024.

## Saint-Marcellin
|             | Élection (2017)                                                                                   | Dissolution (2021)                                                            | Élection (2021)                                                                                |
| Maire       | Paul-Émile Lévesque                                                                               | Paul-Émile Lévesque                                                           | Julie Thériault                                                                                |
| Conseillers | Martine Vignola Pascale Charest André-Pierre Vignola Jean-Yves Allard Manon Bédard Dominic Proulx | Martine Vignola Geneviève Morneau Vacant Jean-Yves Allard Manon Bédard Vacant | Martine Vignola Éric Boucher Sébastien Noël Jean-Yves Allard Manon Bédard Jean-Pierre Lévesque |

| Taux de participation :                | Taux de participation :                | Taux de participation :                | Taux de participation :                | Taux de participation :                | 55,7 % |
| Nombre de votes valides :              | Nombre de votes valides :              | Nombre de votes valides :              | Nombre de votes valides :              | Nombre de votes valides :              | 227    |
| Nombre de votes rejetées à la mairie : | Nombre de votes rejetées à la mairie : | Nombre de votes rejetées à la mairie : | Nombre de votes rejetées à la mairie : | Nombre de votes rejetées à la mairie : | 2      |
| Nombre d'électeurs inscrits :          | Nombre d'électeurs inscrits :          | Nombre d'électeurs inscrits :          | Nombre d'électeurs inscrits :          | Nombre d'électeurs inscrits :          | 411    |

| Candidats pour la mairie      | Vote | %     |
| ----------------------------- | ---- | ----- |
| Julie Thériault               | 137  | 60,35 |
| Paul-Émile Lévesque (Sortant) | 90   | 39,65 |

| Candidats conseiller #1    | Vote | %     |
| -------------------------- | ---- | ----- |
| Martine Vignola (Sortante) | 119  | 53,13 |
| Chantal Pilon              | 105  | 46,88 |

| Candidats conseiller #2 | Vote            | %               |
| ----------------------- | --------------- | --------------- |
| Eric Boucher            | Sans opposition | Sans opposition |

| Candidats conseiller #3 | Vote            | %               |
| ----------------------- | --------------- | --------------- |
| Sébastien Noël          | Sans opposition | Sans opposition |

| Candidats conseiller #4    | Vote            | %               |
| -------------------------- | --------------- | --------------- |
| Jean-Yves Allard (Sortant) | Sans opposition | Sans opposition |

| Candidats conseiller #5 | Vote | %     |
| ----------------------- | ---- | ----- |
| Manon Bédard (Sortante) | 119  | 53,60 |
| Gervais Albert          | 103  | 46,40 |

| Candidats conseiller #6 | Vote            | %               |
| ----------------------- | --------------- | --------------- |
| Jean-Pierre Lévesque    | Sans opposition | Sans opposition |

## Saint-Narcisse-de-Rimouski
|             | Élection (2017)                                                                         | Dissolution (2021)                                                                      | Élection (2021)                                                                        |
| Maire       | Robert Duchesne                                                                         | Robert Duchesne                                                                         | Robert Duchesne                                                                        |
| Conseillers | Jacques Duchesne Gaston Noël Jacques Bélanger Guillaume Soucy Gervais Soucy Nancy Gagné | Jacques Duchesne Gaston Noël Jacques Bélanger Guillaume Soucy Gervais Soucy Nancy Gagné | David Banville Jonathan Proulx Mario Guertin Guillaume Soucy Gervais Soucy Nancy Gagné |

| Candidats pour la mairie  | Vote            | %               |
| ------------------------- | --------------- | --------------- |
| Robert Duchesne (Sortant) | Sans opposition | Sans opposition |

| Candidats conseiller #1 | Vote            | %               |
| ----------------------- | --------------- | --------------- |
| David Banville          | Sans opposition | Sans opposition |

| Candidats conseiller #2 | Vote            | %               |
| ----------------------- | --------------- | --------------- |
| Jonathan Proulx         | Sans opposition | Sans opposition |

| Candidats conseiller #3 | Vote            | %               |
| ----------------------- | --------------- | --------------- |
| Mario Guertin           | Sans opposition | Sans opposition |

| Candidats conseiller #4   | Vote            | %               |
| ------------------------- | --------------- | --------------- |
| Guillaume Soucy (Sortant) | Sans opposition | Sans opposition |

| Candidats conseiller #5 | Vote            | %               |
| ----------------------- | --------------- | --------------- |
| Gervais Soucy (Sortant) | Sans opposition | Sans opposition |

| Candidats conseiller #6 | Vote | %     |
| ----------------------- | ---- | ----- |
| Nancy Gagné (Sortante)  | 192  | 85,33 |
| Benoit Soucy            | 33   | 14,67 |

- Démission de Robert Duchesne, maire, le 4 octobre 2022[5]. Mario Guertin, conseiller #3, exerce la fonction de maire suppléant pendant l'intérim[5].

- Élection sans opposition de Mario Guertin au poste de maire le 24 février 2023[6].

| Candidats pour la mairie                 | Vote            | %               |
| ---------------------------------------- | --------------- | --------------- |
| Mario Guertin (Sortant d'un autre poste) | Sans opposition | Sans opposition |

- Départ de Nancy Gagné, conseillère #6, avant mars 2023[7].

- Entrée au conseil de Marie-Hélène Caron au poste de conseillère #3 et de Robert Duchesne au poste de conseiller #6 lors de la séance du 3 avril 2023[8].

| Candidats conseiller #3 | Vote | %   |
| ----------------------- | ---- | --- |
| Marie-Hélène Caron      | n/d  | n/d |

| Candidats conseiller #6                    | Vote            | %               |
| ------------------------------------------ | --------------- | --------------- |
| Robert Duchesne (Sortant d'un autre poste) | Sans opposition | Sans opposition |

## Saint-Valérien
|             | Élection (2017)                                                                              | Dissolution (2021) | Élection (2021)                                                                               |
| Maire       | Robert Savoie                                                                                | Robert Savoie      | Robert Savoie                                                                                 |
| Conseillers | Donald Dubé Christian Beaulieu Jean Lemay Ghislain Blais Julien Montreull-Côté Mylène Vézina |                    | Donald Dubé Christian Beaulieu Gilles St-Pierre Ghislain Blais France Michaud Carl Desrosiers |

| Taux de participation :                | Taux de participation :                | Taux de participation :                | Taux de participation :                | Taux de participation :                | 40,0 % |
| Nombre de votes valides :              | Nombre de votes valides :              | Nombre de votes valides :              | Nombre de votes valides :              | Nombre de votes valides :              | 325    |
| Nombre de votes rejetées à la mairie : | Nombre de votes rejetées à la mairie : | Nombre de votes rejetées à la mairie : | Nombre de votes rejetées à la mairie : | Nombre de votes rejetées à la mairie : | 3      |
| Nombre d'électeurs inscrits :          | Nombre d'électeurs inscrits :          | Nombre d'électeurs inscrits :          | Nombre d'électeurs inscrits :          | Nombre d'électeurs inscrits :          | 819    |

| Candidats pour la mairie | Vote | %     |
| ------------------------ | ---- | ----- |
| Robert Savoie            | 252  | 77,54 |
| Ariel Wolf               | 73   | 22,46 |

| Candidats conseiller #1 | Vote            | %               |
| ----------------------- | --------------- | --------------- |
| Donald Dubé (Sortant)   | Sans opposition | Sans opposition |

| Candidats conseiller #2      | Vote | %     |
| ---------------------------- | ---- | ----- |
| Christian Beaulieu (Sortant) | 223  | 70,35 |
| Guillaume Bazire             | 94   | 29,65 |

| Candidats conseiller #3 | Vote            | %               |
| ----------------------- | --------------- | --------------- |
| Gilles St-Pierre        | Sans opposition | Sans opposition |

| Candidats conseiller #4  | Vote            | %               |
| ------------------------ | --------------- | --------------- |
| Ghislain Blais (Sortant) | Sans opposition | Sans opposition |

| Candidats conseiller #5 | Vote            | %               |
| ----------------------- | --------------- | --------------- |
| France Michaud          | Sans opposition | Sans opposition |

| Candidats conseiller #6 | Vote | %     |
| ----------------------- | ---- | ----- |
| Carl Desrosiers         | 158  | 52,15 |
| François Talbot         | 145  | 47,85 |